# Bujmyr
Bujmyr (ukr. Буймир) – wieś na Ukrainie, w obwodzie żytomierskim, w rejonie żytomierskim. W 2001 roku liczyła 63 mieszkańców.